# خانه سالک
خانه سالک مربوط به اواخر دوره قاجار - دوره پهلوی اول است و در اصفهان، خیابان مسجد سید، کوچه علیقلی آقا، کوچه ساغرچیها، پلاک ۳۳ واقع شده و این اثر در تاریخ ۱۱ مرداد ۱۳۸۴ با شمارهٔ ثبت ۱۲۳۱۲ به‌عنوان یکی از آثار ملی ایران به ثبت رسیده است.مالک این خانه حاج میرزا علی سالک اصفهانی یکی از کسبه وخیرین نامدار خیابان احمد اباد اصفهان بوده است. ستون های سنگ بری شده ایینه کاری و طلاکوبی دیوار ها شیشه های رنگی و طاق چشمه های این بنا به خوبی نشان از معماری اصیل ایرانی دارد.  